# Emery Jacquillat
Emery Jacquillat, né le 14 février 1971 à Boulogne-Billancourt, est un entrepreneur français. Il est le fondateur de Matelsom, le premier site de vente en ligne de literie. En 2009, il devient le président directeur général de Camif Matelsom.

## Biographie
Emery Jacquillat est le fils de Thierry Jacquillat (1938-2010), directeur général du groupe Pernod-Ricard de 1977 à 2000, et de Marie-Annick Waldruche de Montremy.
Il est également le neveu du professeur de médecine Claude Jacquillat (1929-1990), du chef d'orchestre Jean-Pierre Jacquillat (1935-1986) et de l'économiste Bertrand Jacquillat (né en 1944).

## Parcours professionnel
Après ses études à HEC Paris (promotion 1993), il fonde Matelsom en 1995 à Nanterre. 
Après le rachat de Meubles.com, premier site de vente en ligne de meuble, en 2003, Emery Jacquillat lance Bedeezee à Londres et crée Bio-Men, une agence web. Ces trois entreprises ont été des échecs et se sont arrêtées à partir de 2008.
En 2009, il relance Camif sur un nouveau modèle d'entreprise à impact positif sur les enjeux économiques, sociaux, sociétaux et environnementaux de l'ensemble des parties prenantes. 
Le 20 décembre 2018, Emery Jacquillat co-crée la communauté des entreprises à mission, une association loi 1901 d'intérêt général qui a pour objectif de faire vivre et de promouvoir l'entreprise à mission comme modèle d'entreprise du XXIe siècle.
Cette association fédère 200 entreprises de toutes tailles, en chemin vers la « société à mission » telle que définie dans la loi Pacte, qui souhaitent s'engager pour transformer le capitalisme et repenser la place de l'entreprise au sein de la société.

### Autres fonctions
Emery Jacquillat est un Business Angel. Il est investisseur dans plusieurs starts-up : Dial-Once, Gifts for Change, et Selency, ainsi que chez deux fabricants français de meuble pour accompagner leur repreneur : Burov-Leleu et Dasras. 
Il est également membre de B Corp France, Nous Sommes Demain, Alumni for the Planet et de la Convention 21.
Il est par ailleurs administrateur de GS1 France, Eco-mobilier et Codifab (le comité professionnel de développement des industries françaises de l'ameublement et du bois). 

## Prix et récompenses
- 2011 : manager de l'année[11] (Trophées Top Entreprises Deux-Sèvres, Nouvelle République) et Espoirs du Management (pour l'accueil d'une artiste en résidence)
- 2013 : personnalité e-commerce de l'année[11] (LSA), prix Osons la Croissance Responsable (L'Oréal, Osons la France), Palme Initiative et Territoire (Association Française de la Relation Client) et Prix Entreprise et Environnement (ADEME et le ministère de l'Ecologie et du Développement Durable)
- 2020 : prix du Manager[12] (Prix des Technologies numériques, Telecom Paris)
- 2021 : chevalier de l'Ordre National du Mérite[13]